# R-360 넵튠

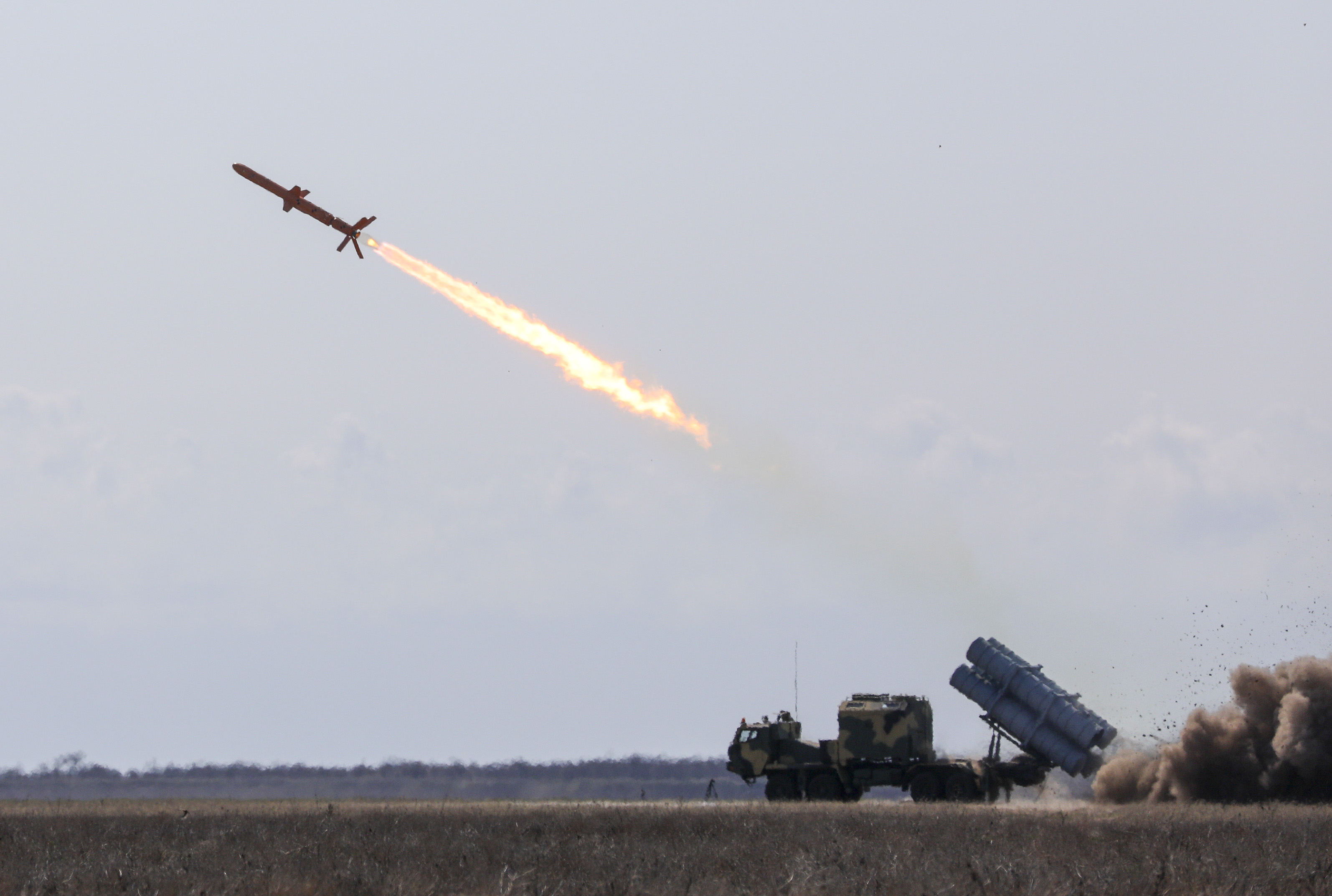

R-360 넵튠은 우크라이나가 개발한 대함 미사일이다. 우크라이나 측의 주장에 따르면 러시아의 순양함 모스크바함을 침몰시키는 데 사용되었다고 한다.

## 역사
키이우의 루치 설계국에서 대함 미사일로 개발되었으며, 이후 지상 공격용 버전이 개발되었다. 넵튠의 설계는 소련의 Kh-35 아음속 대함 미사일을 기반으로 하며, 사거리, 조준 및 전자 장비가 크게 향상되었다. 사거리는 200km 이상이다.
단일 미사일로 최대 배수량 9,000톤의 수상함과 수송선을 호송대 또는 단독으로 격파할 목적으로 개발했다. 최초의 훈련 미사일 사단(대대)이 2021년 3월 우크라이나 해군에 배치되었으며, 2022년 첫 해상 작전에 투입되었다. 지상 공격형은 새로운 유도 시스템을 탑재하여 2023년에 처음 실전 배치되어 사용되었다. 볼로디미르 젤렌스키 우크라이나 대통령에 따르면, 사거리가 1,000km에 달하는 장거리 지상 공격형인 "롱 넵튠(Long Neptune)"은 2025년에 처음 사용되었다.
2024년 11월 18일, 우크라이나는 넵튠 미사일의 양산이 확대되어 그해 현재까지 100기를 생산했다고 주장했다. 미사일의 사거리를 400km에서 연장할 계획이었으며, 곧 1,000km까지 운용될 예정인데, 이는 타우루스 순항 미사일의 사거리 500km보다 더 길다.
2025년 5월 28일, 볼로디미르 젤렌스키 우크라이나 대통령이 독일을 방문한 가운데, 독일은 우크라이나의 장거리 미사일 생산 지원을 포함한 군사 협력을 약속했다. 독일은 우크라이나가 자체 개발한 장거리 미사일 ‘넵튠’ 등 순항미사일과 로켓의 기능을 대폭 강화할 수 있도록 기술과 자금을 지원한다는 계획이다. 지원 대상엔 방공 시스템과 무기, 탄약 및 작전·지휘 능력, 의료 지원 등이 포함됐다. 양국 국방부는 이날 우크라이나의 장거리 무기 생산 자금을 조달하는 협정서를 체결했으며, 독일 국방부는 약 50억유로(약 7조7400억원)를 지원할 예정이라고 밝혔다. 국방부는 “독일은 우크라이나의 (무기) 생산에 보다 직접적으로 투자하는 계획을 실행하고 있다“며 “올해 상당수의 장거리 무기를 생산할 수 있을 것”이라고 내다봤다.

## 갤러리

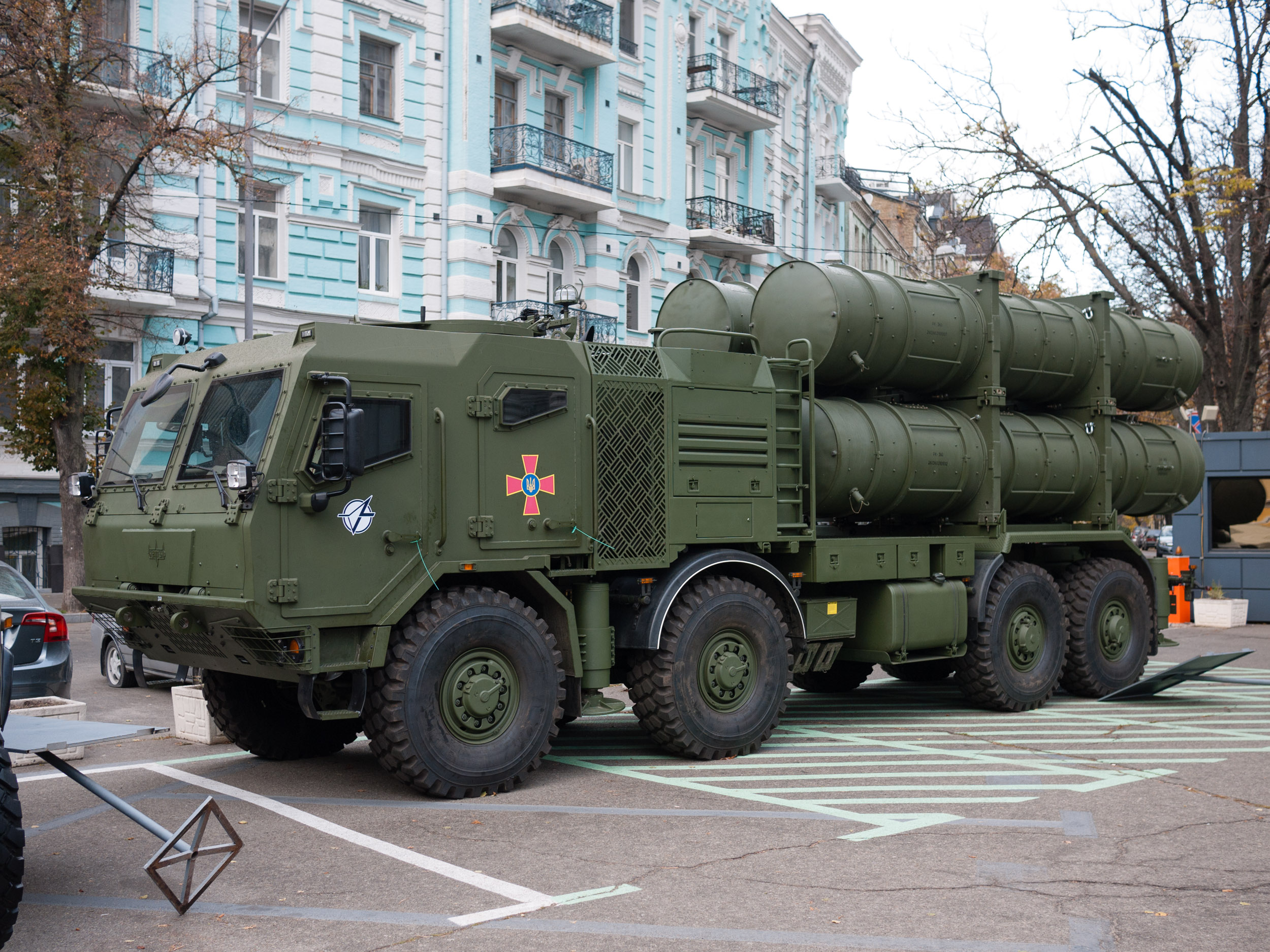
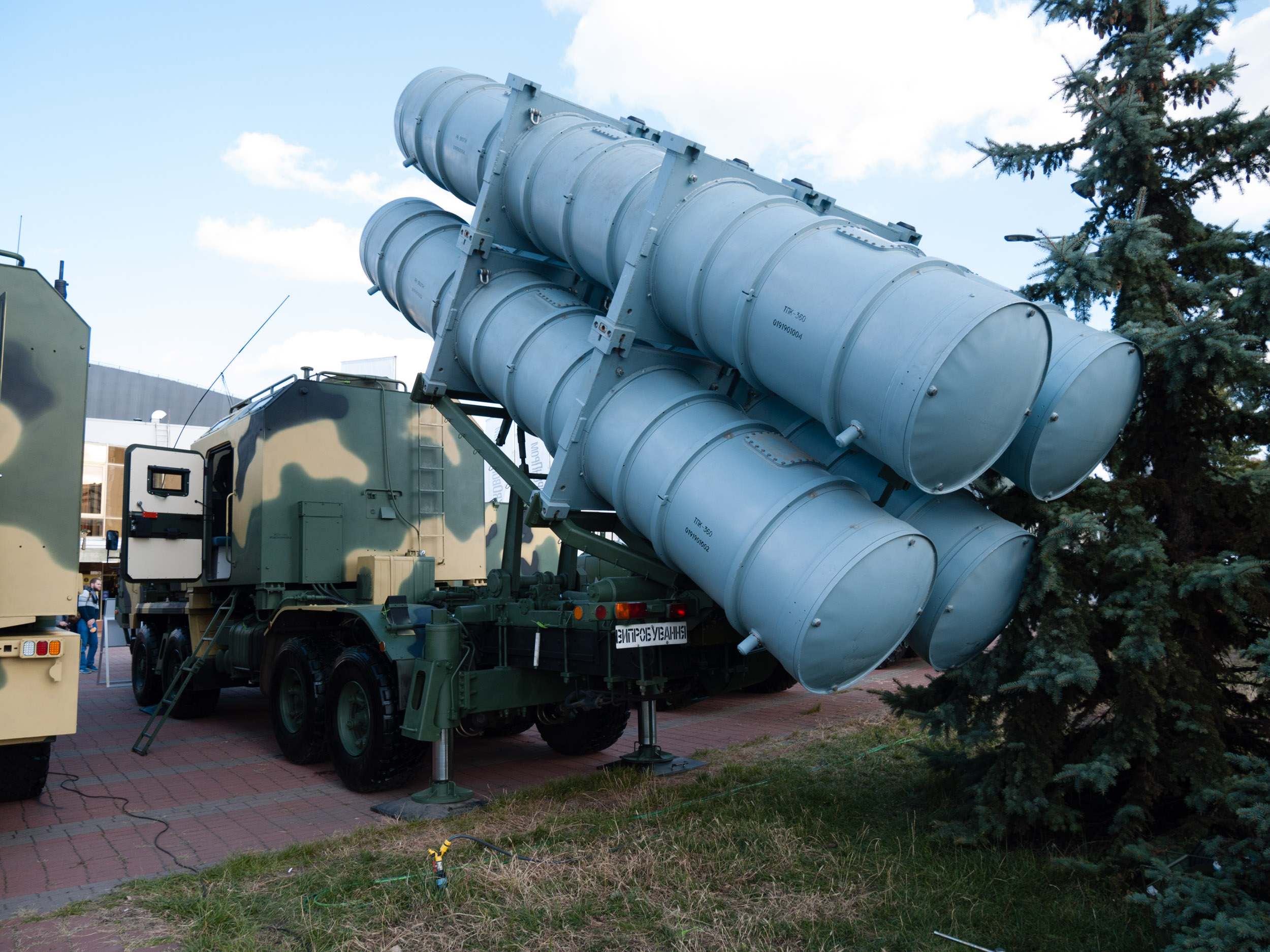
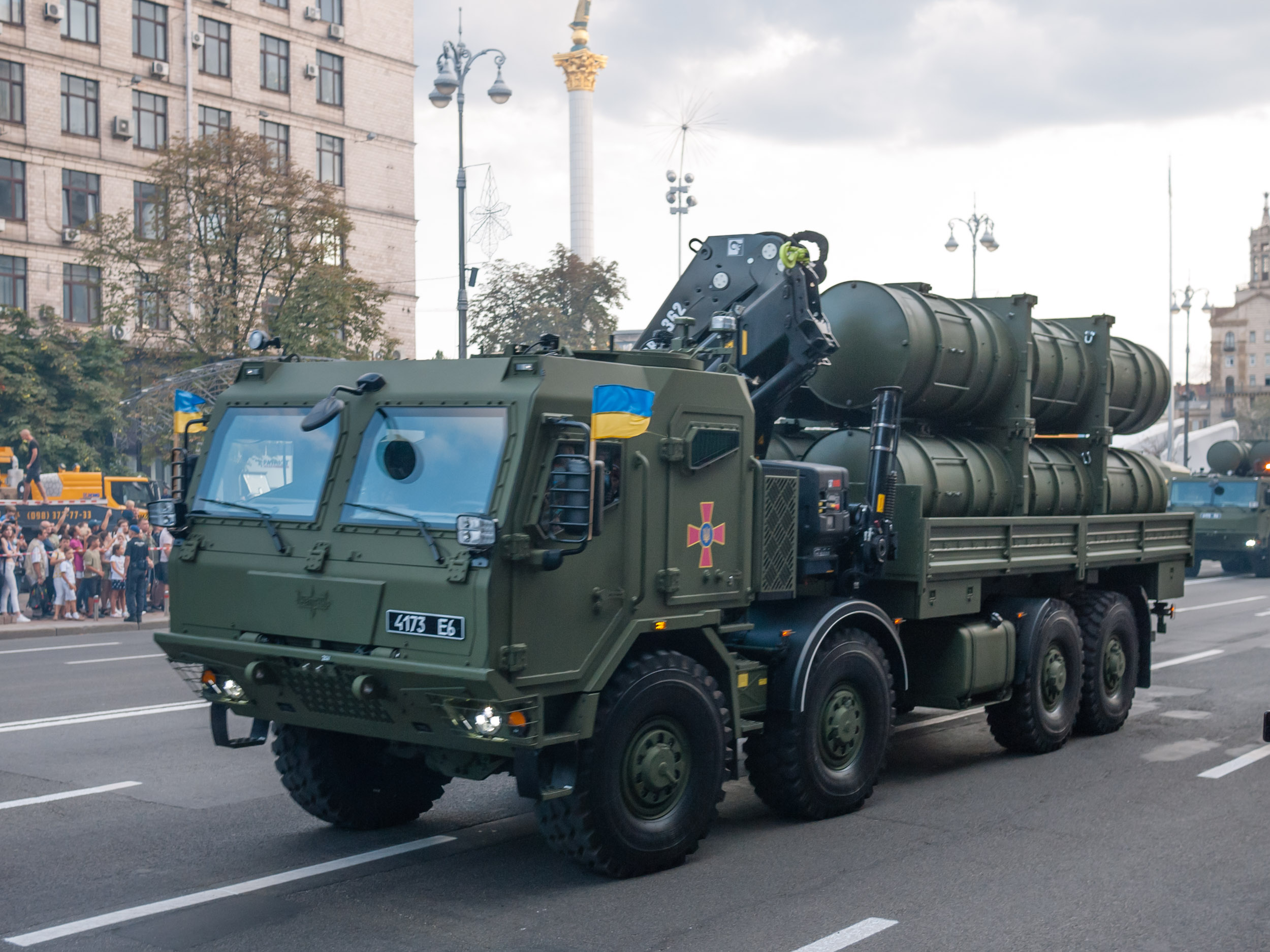
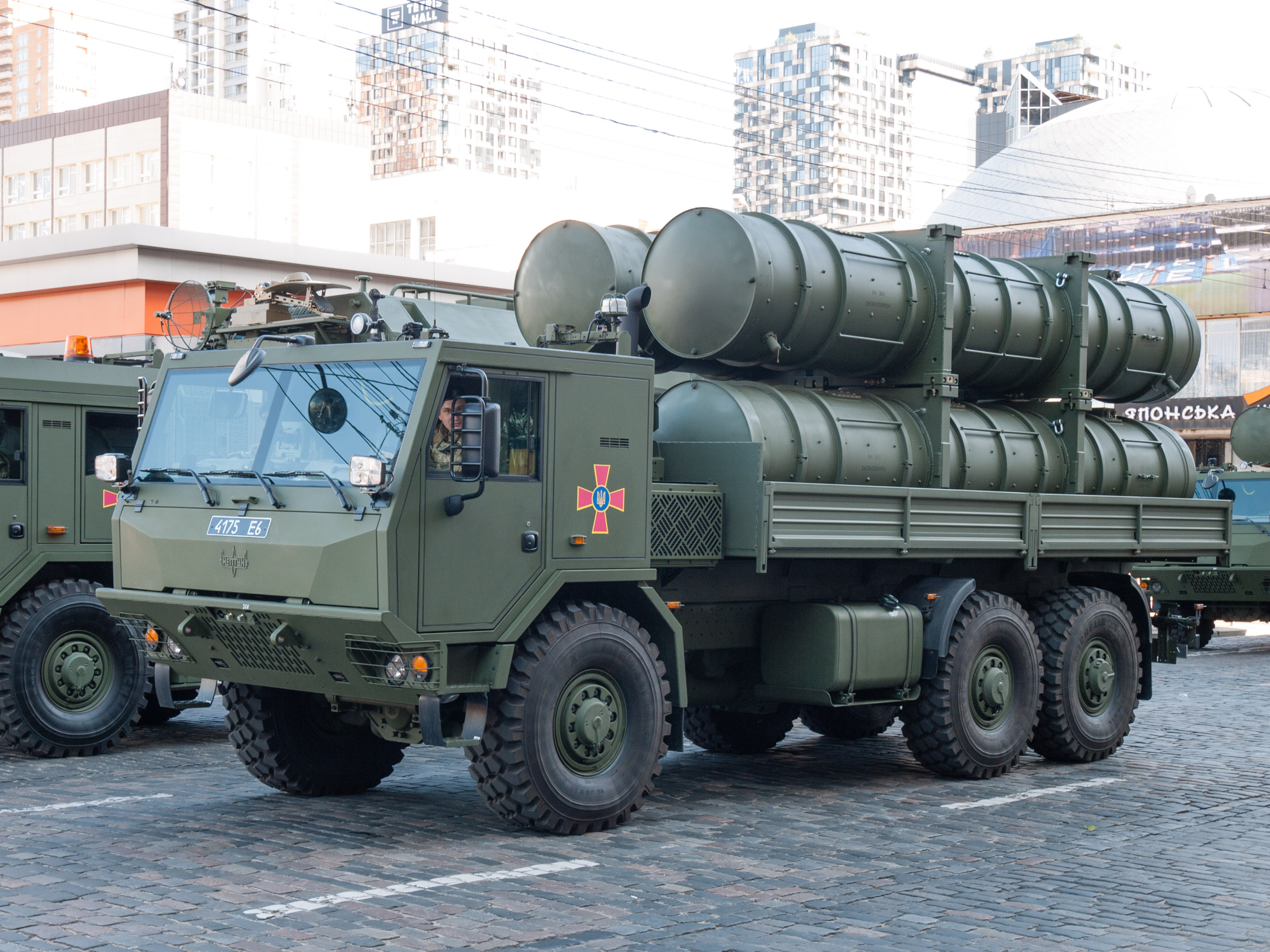
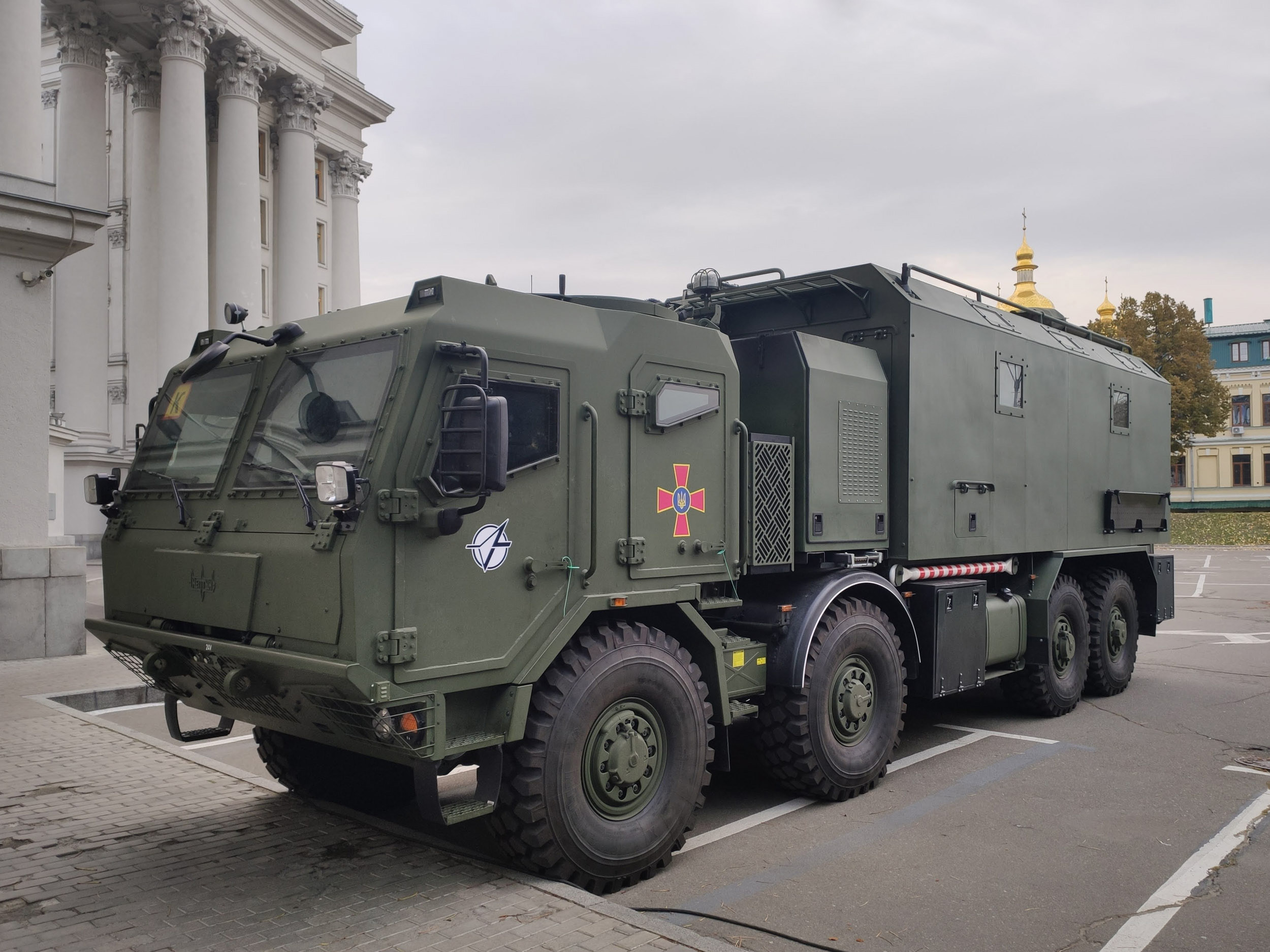
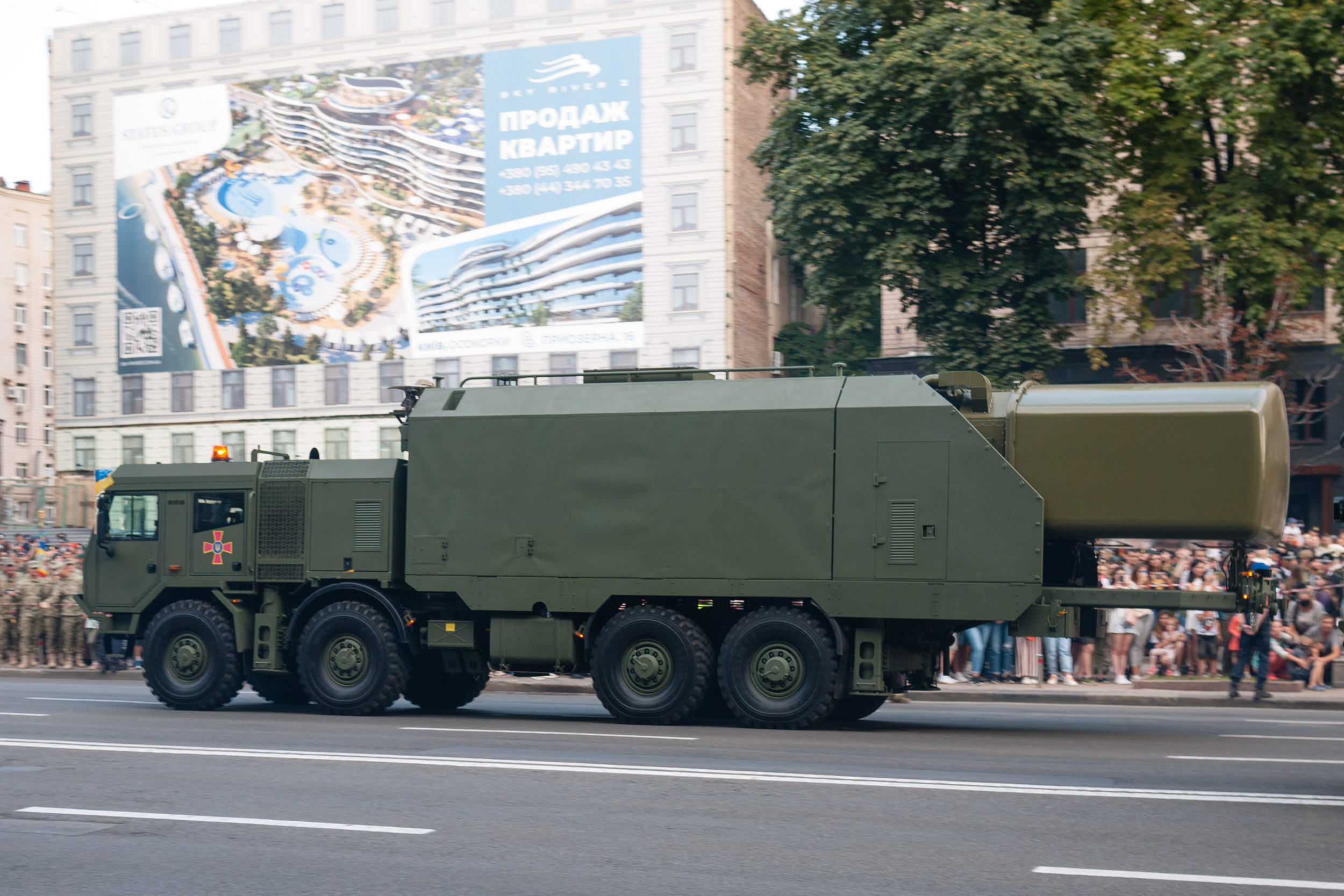
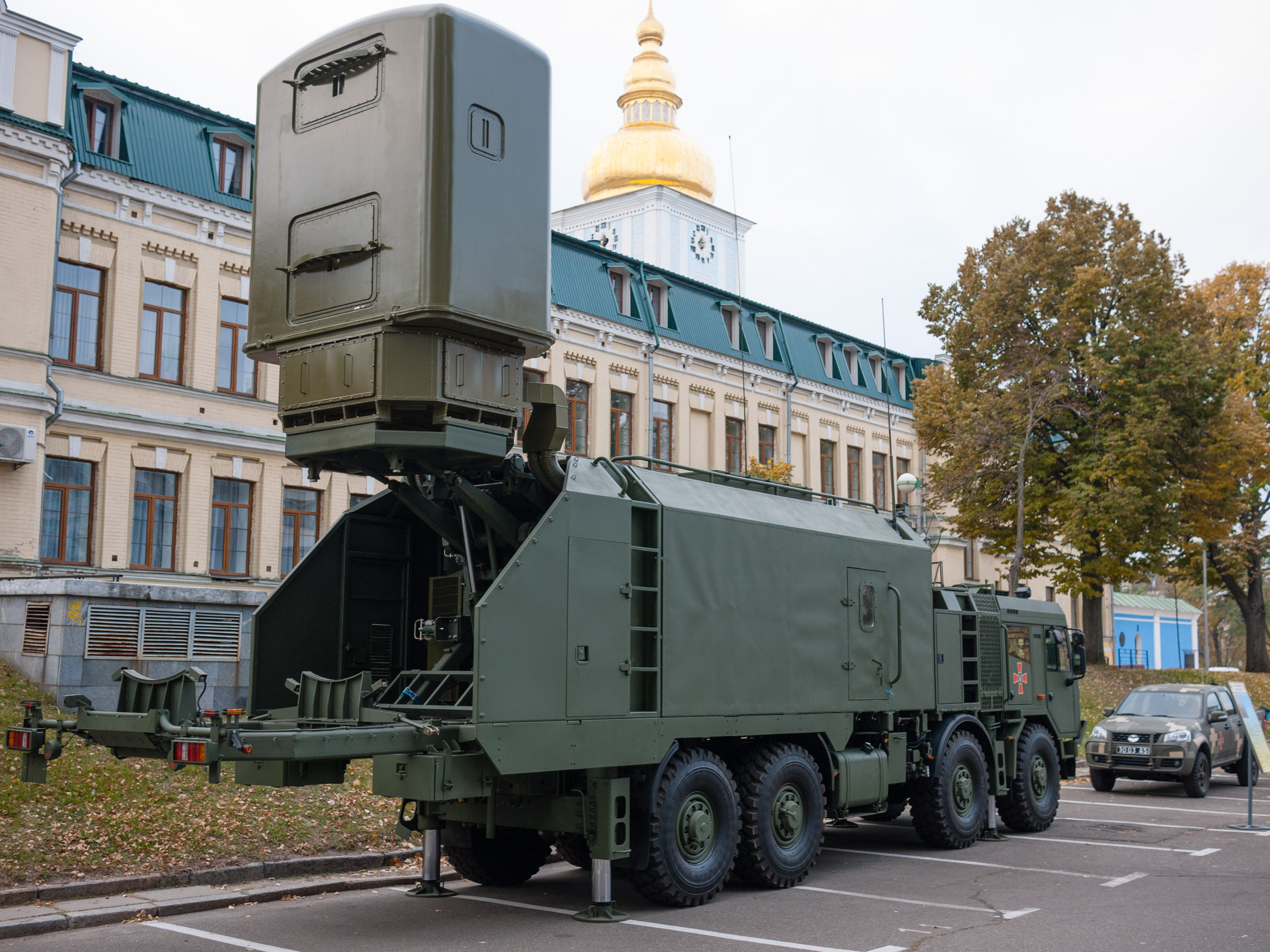
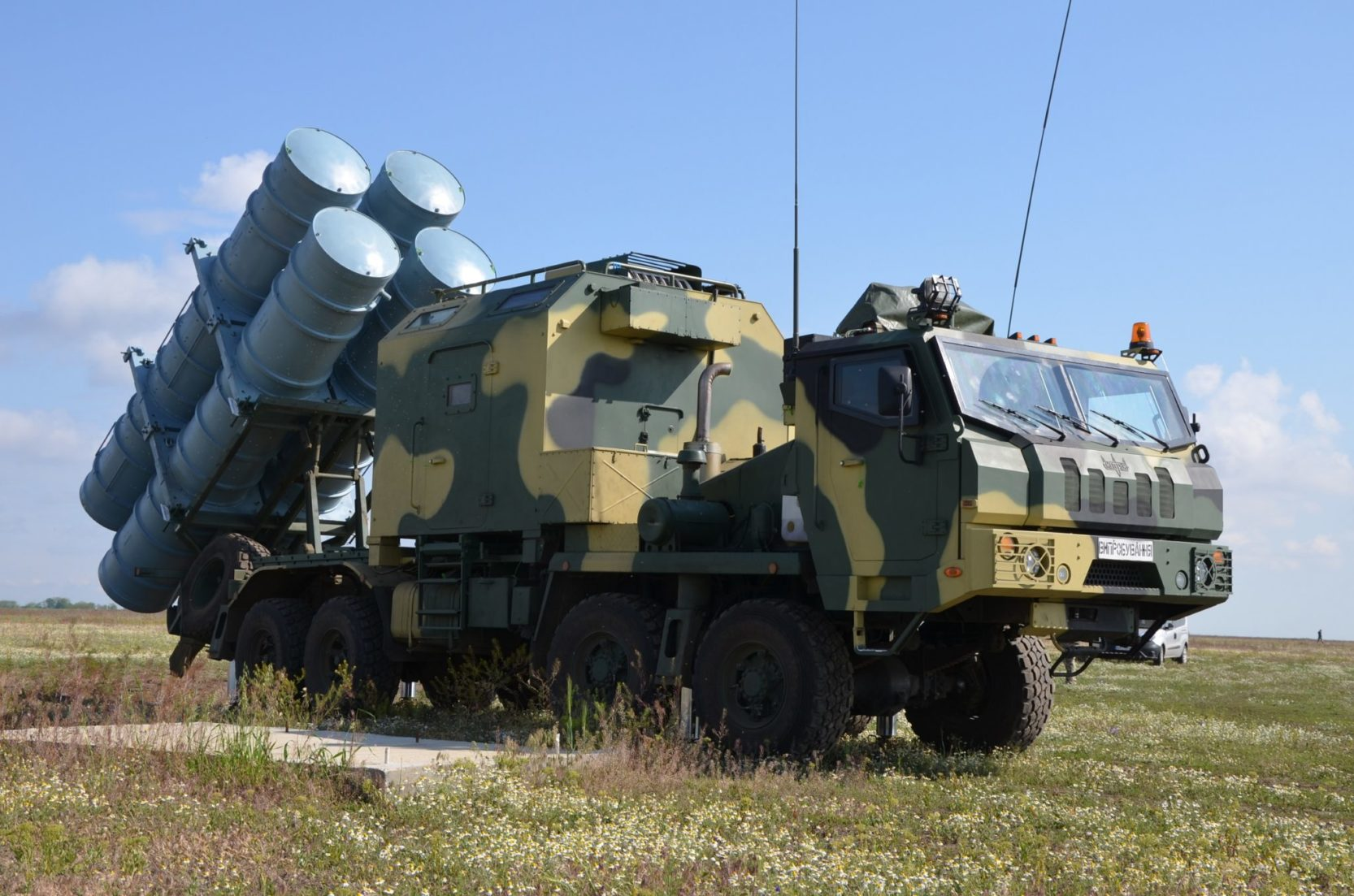
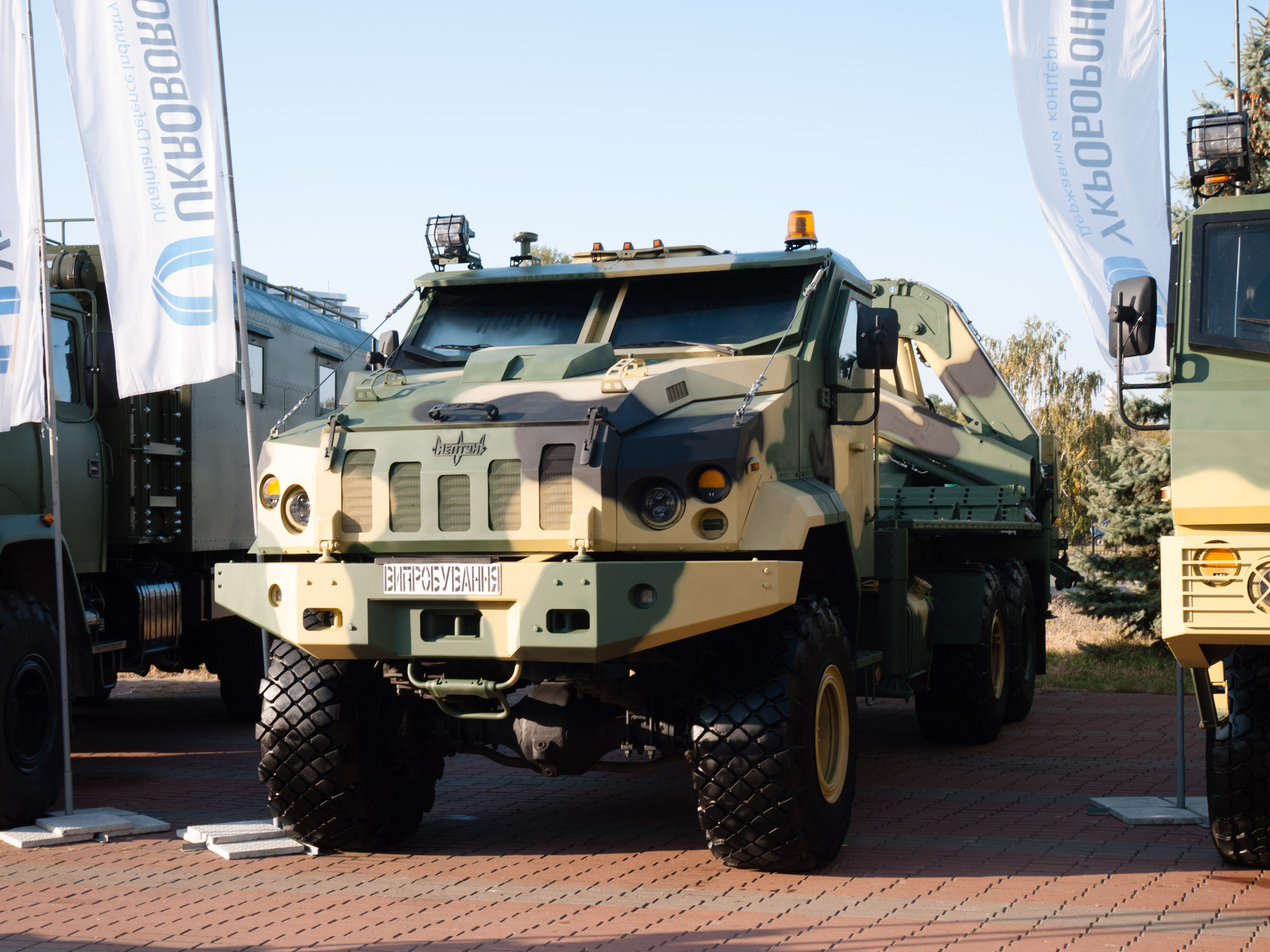
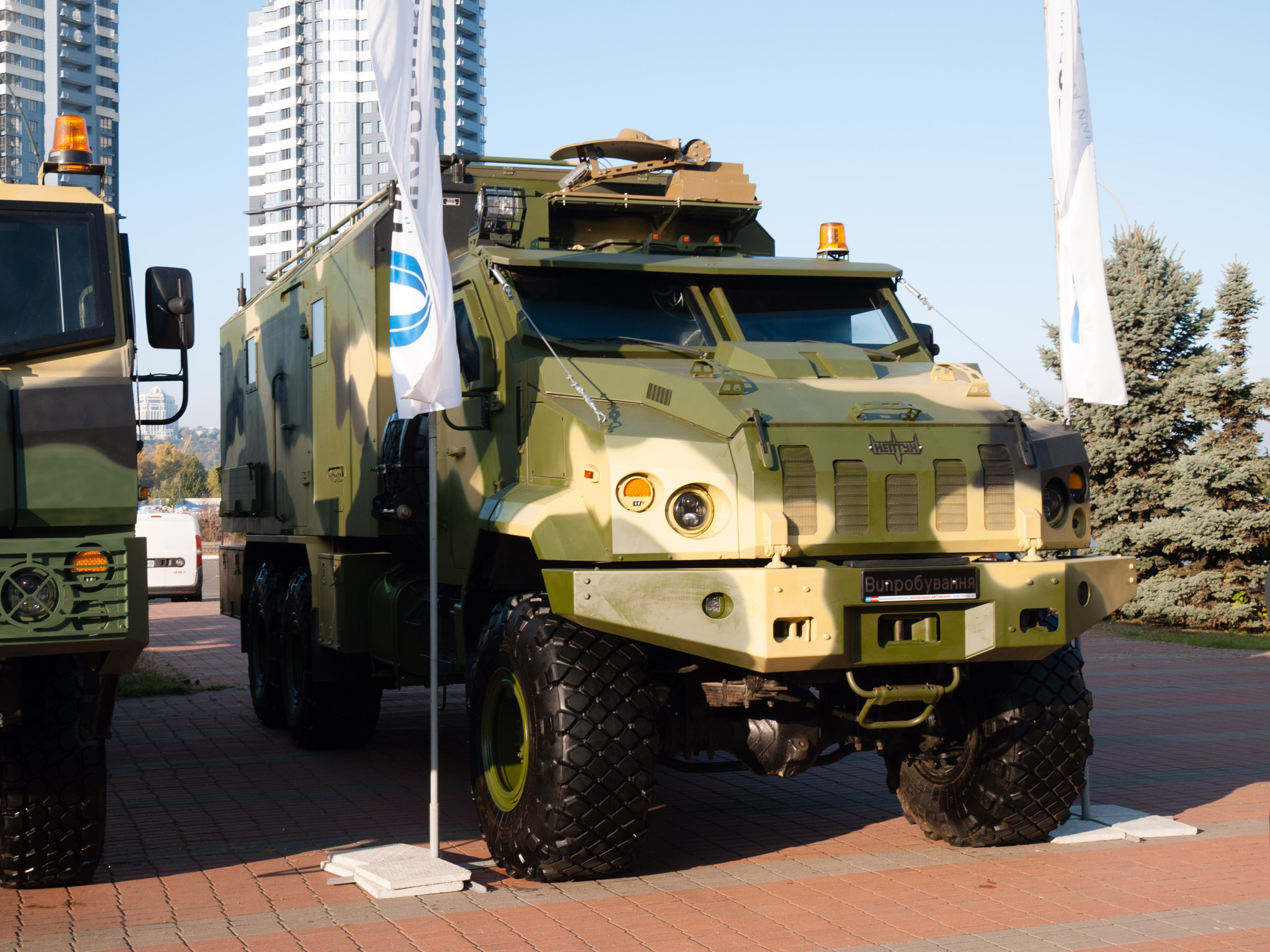
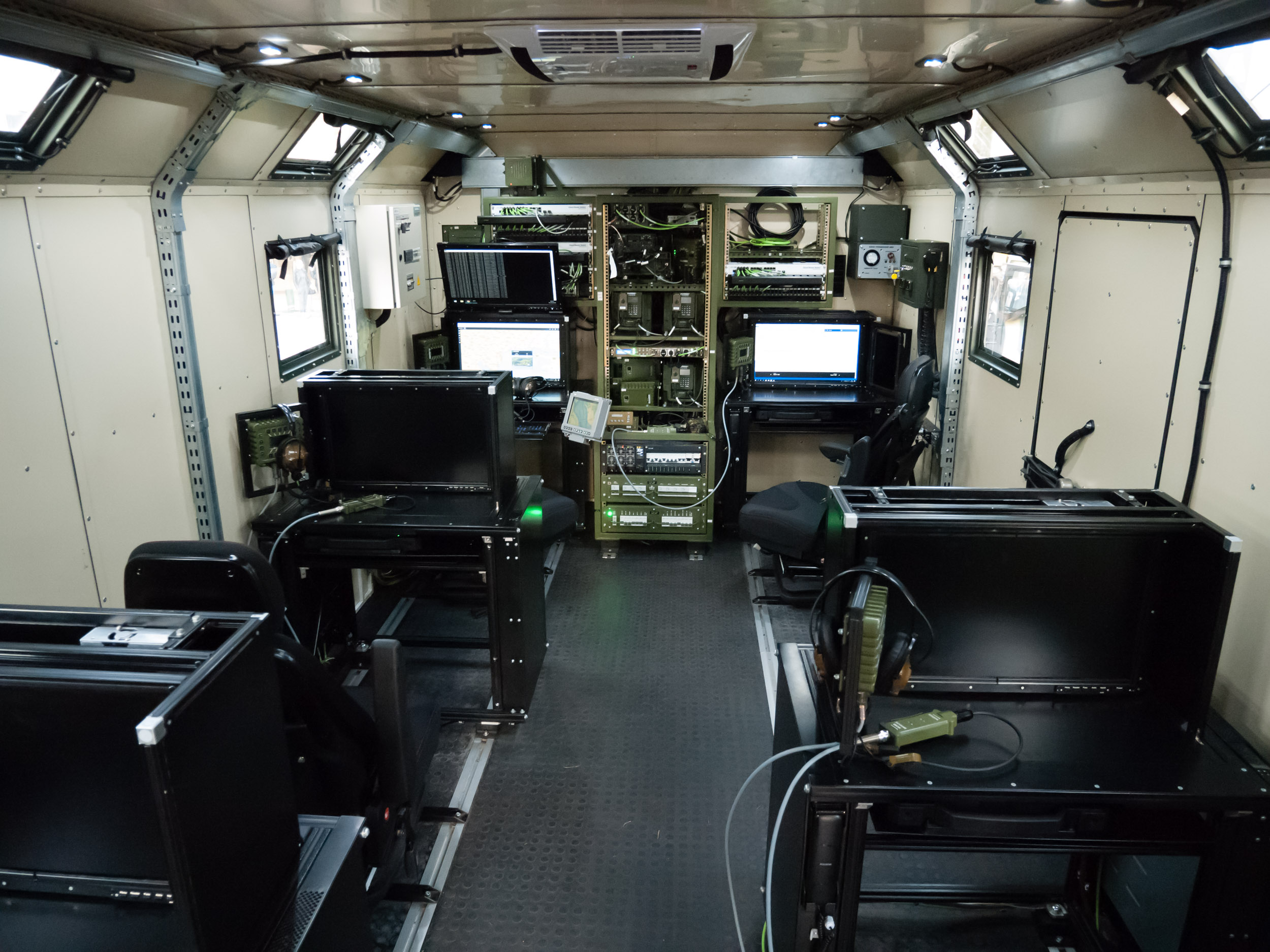
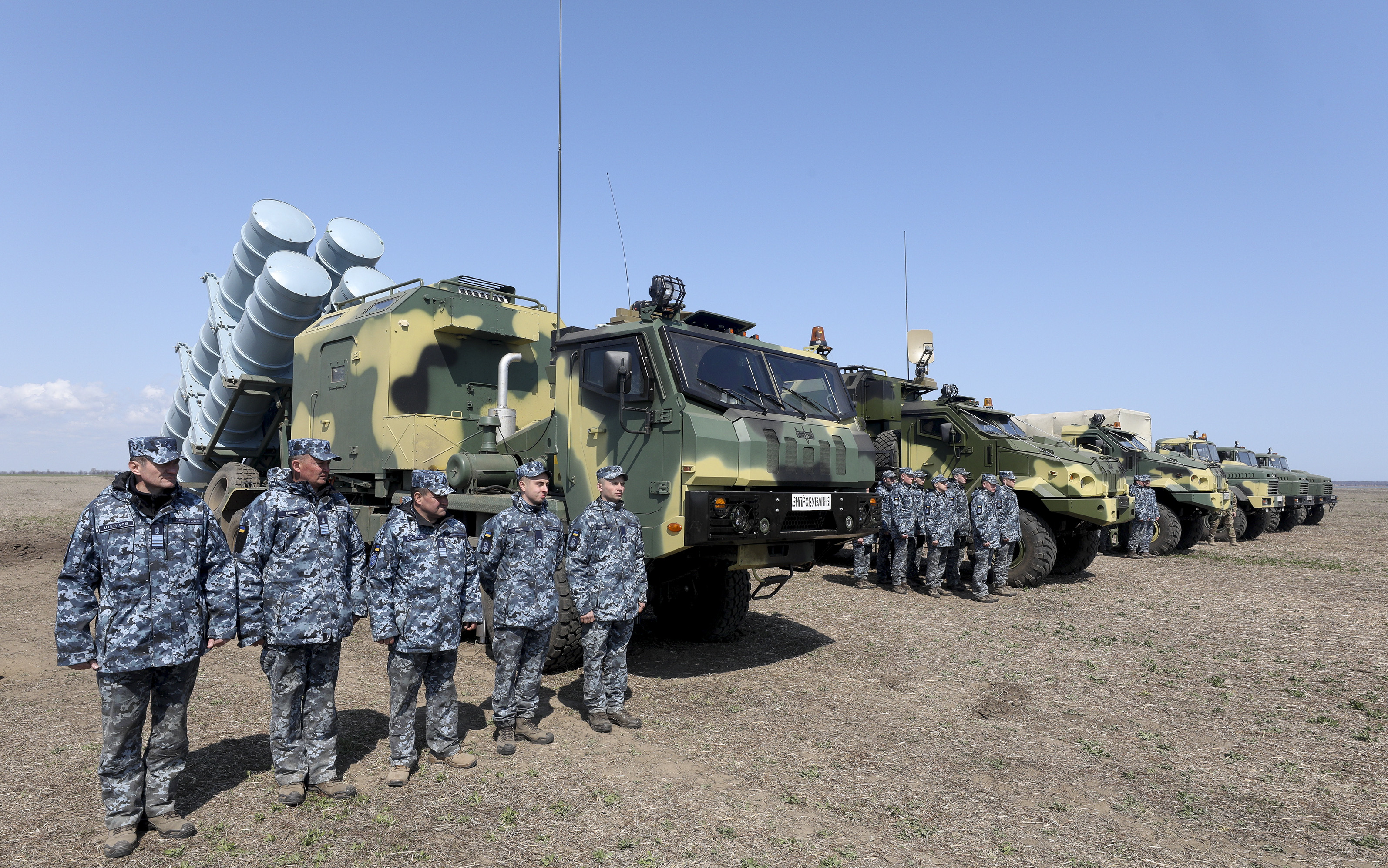
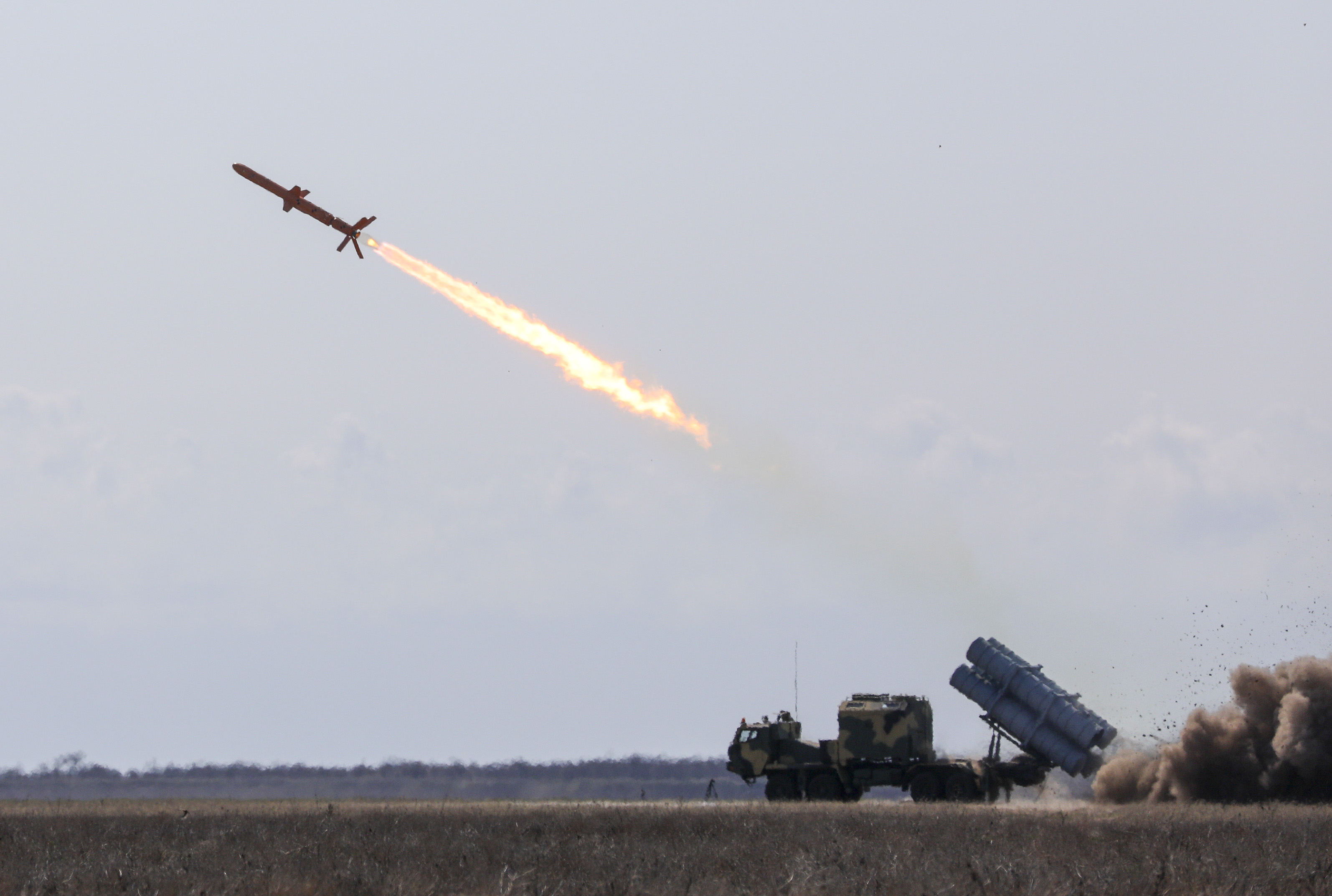

## 비교
| 모델            | 국가                   | 발사중량 | 탄두중량 | 사거리   | 실전배치 |
| --------------- | ---------------------- | -------- | -------- | -------- | -------- |
| R-360 넵튠      | 우크라이나             | 870 kg   | 150 kg   | 300 km   | 2021년   |
| 엑조세          | 프랑스                 | 780 kg   | 165 kg   | 200 km   | 1975년   |
| 하푼            | 미국                   | 693 kg   | 231 kg   | 310.2 km | 1977년   |
| SSM-700K 해성   | 대한민국               | 718 kg   | 250 kg   | 200 km   | 2006년   |
| Kh-35           | 러시아                 | 610 kg   | 145 kg   | 300 km   | 2003년   |
| 금성 3호(KN-19) | 조선민주주의인민공화국 |          | 145 kg   | 250 km   | 2003년   |